# Orathanadu
Orathanadu es una ciudad y nagar Panchayat situada en el distrito de Thanjavur en el estado de Tamil Nadu (India). Su población es de 10247 habitantes (2011). Se encuentra a 25 km de Thanjavur y a 45 km de Kumbakonam.

## Demografía
Según el censo de 2011 la población de Orathanadu era de 10247 habitantes, de los cuales 4887 eran hombres y 5360 eran mujeres. Orathanadu tiene una tasa media de alfabetización del 84,77%, superior a la media estatal del 80,09%: la alfabetización masculina es del 89,90%, y la alfabetización femenina del 80,10%.